# Seč (powiat Chrudim)
Seč − miasto w Czechach, w kraju pardubickim, około 16 km na południowy zachód od Chrudimi. Według danych z 31 grudnia 2010 powierzchnia miasta wynosiła 3667 ha, a liczba jego mieszkańców 1665 osób.

## Demografia
| Rok             | 1971 | 1980  | 1991  | 2001  | 2003  | 2010  | 2014  |
| --------------- | ---- | ----- | ----- | ----- | ----- | ----- | ----- |
| Liczba ludności | 893  | 1 591 | 1 752 | 1 719 | 1 686 | 1 665 | 1 710 |

Źródło: Czeski Urząd Statystyczny